# Маккаскілл (Арканзас)
Маккаскілл (англ. McCaskill) — місто (англ. town) в США, в окрузі Гемпстед штату Арканзас. Населення — 57 осіб (2020).

## Географія
Маккаскілл розташований за координатами 33°55′12″ пн. ш. 93°38′11″ зх. д. / 33.92000° пн. ш. 93.63639° зх. д. (33.919880, -93.636504).  За даними Бюро перепису населення США в 2010 році місто мало площу 1,92 км², з яких 1,91 км² — суходіл та 0,01 км² — водойми.

## Демографія
Згідно з переписом 2010 року, у місті мешкало 96 осіб у 34 домогосподарствах у складі 25 родин. Густота населення становила 50 осіб/км².  Було 44 помешкання (23/км²). 
Расовий склад населення:
| - 71,9 % — білих - 16,7 % — чорних або афроамериканців - 1,0 % — корінних американців - 8,3 % — осіб інших рас |

До двох чи більше рас належало 2,1 %. Іспаномовні складали 8,3 % від усіх жителів.
За віковим діапазоном населення розподілялося таким чином: 32,3 % — особи молодші 18 років, 55,2 % — особи у віці 18—64 років, 12,5 % — особи у віці 65 років та старші. Медіана віку мешканця становила 34,5 року. На 100 осіб жіночої статі у місті припадало 92,0 чоловіків;  на 100 жінок у віці від 18 років та старших — 103,1 чоловіків також старших 18 років.
Медіана доходів становила 36 250 доларів для чоловіків та 30 962 долари для жінок. За межею бідності перебувало 22,5 % осіб, у тому числі 75,0 % дітей у віці до 18 років та 16,7 % осіб у віці 65 років та старших.
Цивільне працевлаштоване населення становило 61 осіб. Основні галузі зайнятості: виробництво — 78,7 %, науковці, спеціалісти, менеджери — 8,2 %, освіта, охорона здоров'я та соціальна допомога — 4,9 %, транспорт — 3,3 %.